# Graham Nash
Graham Nash (Blackpool, Lancashire; 2 de febrero de 1942) es un músico británico, conocido por su voz de tenor ligero y por sus aportes como compositor con el grupo de rock británico The Hollies y con el folk rock súper grupo Crosby, Stills and Nash. Nash es un coleccionista de fotografía y un fotógrafo publicado.
Nash fue nombrado Orden del Imperio Británico (OBE) en los honores del cumpleaños de 2010 por sus servicios a la música y a la caridad.

## Biografía
Formó parte de la banda de rock inglesa The Hollies con quien estuvo hasta el año 1967, alcanzando un lugar en la historia del rock-pop con el disco Butterfly.
Luego cambia su residencia a Estados Unidos, donde se unirá al grupo formado por David Crosby, exintegrante de The Byrds, y Stephen Stills para formar la Crosby, Stills and Nash, grupo de raíces folk, que tuvo en su disco Deja Vu, con el canadiense Neil Young como cuarto componente, el punto álgido en popularidad y calidad.
Además, cuenta con una nutrida carrera en solitario, donde destacan discos como Songs for Beginners, al igual que los temas « Military Madness», «Chicago» y «Be Yourself». En la actualidad, junto con giras con sus antiguos compañeros de la CSN, dedica su tiempo a la fotografía, arte gracias al cual ha expuesto en variadas salas de Inglaterra y Estados Unidos.
Algunas de sus canciones ingresaron en las lista de éxitos Billboard como «Chicago», que alcanzó el puesto 35 en junio de 1971, y
«Prison song», incluida en el disco Wild Tales, que se situó en la casilla 34 en el mes de enero de 1974 en la lista Top Albums.
También participó aportando en los coros con David Crosby en el disco On an Island de David Gilmour lanzado el año 2006 y en el reciente The Endless River de Pink Floyd (2014).

## Discografía
- 1971 - Songs for Beginners (Atlantic)
- 1973 - Wild Tales (Atlantic)
- 1980 - Earth and Sky (Capitol)
- 1986 - Innocent Eyes (Atlantic)
- 2002 - Songs for Survivors (Artemis)
- 2009 - Reflections (Box-set) (Rhino)
- 2009 - Up in the Air: Music from the Motion Picture, "Be yourself" (Demo) (Warner Music)
- 2016 - This Path Tonight (Blue Castle)
- 2022 - Live: Songs for beginners (Álbum en directo grabado en la gira de 2019)
- 2023 - Now